# Selfish (Justin Timberlake)
Selish is een nummer van de Amerikaanse zanger Justin Timberlake uit 2024. Het is de eerste single van zijn zesde studioalbum Everything I Thought It Was.
"Selfish" was de eerste solosingle van Timberlake in bijna zes jaar tijd. De tekst behandelt thema's als liefde en jaloezie. Het nummer werd in een aantal landen een (bescheiden) hit. Zo bereikte het de 19e positie in de Amerikaanse Billboard Hot 100. In de Nederlandse Top 40 bereikte het de 39e positie, en in de Vlaamse Ultratop 50 de 36e.

## Tracklijst
Muziekdownload
1. "Selfish" - 3:49